# 大森総衛門
大森 総衛門（おおもり そうえもん、寛政元年（1789年） - 慶応2年9月19日（1866年10月27日））は、江戸時代後期・幕末の水戸藩士。幕末の尊皇志士。靖国神社祭神。仮名は総衛門。諱は近中。実父は福地朝陳、大森近芳の養子となる神名は大森総衛門之命、または大森総衛門近中之命。

## 生涯
福地朝陳の息子として生まれ、大森近芳に養子入りして大森氏を継ぐ。役職は新番組を経て天保年間に縄奉行として事績を残す。天狗党の乱に与し、元治元年（1864年）、下獄。重病のため帰宅し、慶応2年（1866年）9月19日、死去。享年78。維新後、靖国神社に祀られる。